# Sphyrotheca multifasciata
Sphyrotheca multifasciata is een springstaartensoort uit de familie van de Sminthuridae. De wetenschappelijke naam van de soort is voor het eerst geldig gepubliceerd in 1881 door Reuter.